# ヒズル・ハーン
ヒズル・ハーン（? - 1421年5月20日）は、インド北部を支配したサイイド朝の初代君主（在位：1414年 - 1421年）。

## 生涯
ヒズルはティムール朝に仕えた軍人である。ティムール朝君主・ティムールが1398年末に衰退していた北インドの王朝・トゥグルク朝に対して侵攻し（ティムールの征服戦争）、時の王であるナーシルッディーン・マフムード・シャーを追い出してデリーを徹底的に略奪・破壊してインドから撤退した。
1405年にティムールが死去して王朝で内紛が起こると、半ば自立したような状況になるが、ヒズルは内紛を制したティムールの子・シャー・ルフに従ってインドを統治した。
トゥグルク朝はティムールの侵攻でますます衰退し、王家はナーシルッディーン・マフムード・シャーをもって1413年に断絶し、重臣のダウラト・ハーン・ローディーが王となった。この混乱を見たヒズルは1414年にデリーに侵攻してトゥグルク朝を完全に滅ぼし、新たにサイイド朝を創設した。サイイド朝とはヒズルがムハンマドの子孫であるサイイドと称したことに由来する。
だが、サイイド朝はデリーとその周辺のみを支配する北インドの小王朝に過ぎなかった。このため、ヒズルはあくまでシャー・ルフを宗主としてスルターンを自ら称することもなかった。
ヒズル自身は政略にも軍略にも恵まれた名将だった。サイイドを称したのもイスラム系のインド諸王朝の支持を得るためだったという。また王朝支配の強化を目指して領土拡大に奔走するが、周辺諸国との関係悪化や支配下にある諸将の離反など、君主権の弱さがかえって拡大を妨げる一因となり、ヒズルの時代は現状維持にとどまることとなった。
1421年に死去。後を子のムバーラク・シャーが継いだ。